# 坂出市立坂出中学校
坂出市立坂出中学校（さかいでしりつさかいでちゅうがっこう）は、香川県坂出市にある公立中学校。隣接する鎌田池は花見の名所である。

## 沿革
- 1975年 旧・坂出市立坂出中学校と坂出市立川津中学校が合併して坂出中学校となる
- 1977年 体育館落成及び校訓の碑完成
- 1989年 給食調理室完成
- 1990年 誠心館落成
- 2000年 南校舎耐震工事終了
- 2001年 北棟耐震・外壁工事終了
- 2004年 インターネット開通
- 2005年 体育館耐震工事

## 最寄駅
- JR予讃線坂出駅

## 著名な出身者
- 中橋治美 - 柔道家
- 喜田純鈴 - 新体操選手
- 福家勇輝 - サッカー選手

## 通学区域が隣接している学校
- 坂出市立東部中学校
- 坂出市立白峰中学校
- 丸亀市立飯山中学校
- 丸亀市立東中学校
- 宇多津町立宇多津中学校
- （岡山県）倉敷市立下津井中学校 （海を挟んで隣接）